# Kirihata Kazushige
Kirihata Kazushige (桐畑 和繁 Kirihata kazushige, sinh ngày 30 tháng 6 năm 1987) là một cầu thủ bóng đá người Nhật Bản thi đấu cho Kashiwa Reysol.
Anh từng là thành viên của U-20 Nhật Bản thi đấu cho Giải vô địch bóng đá U-20 thế giới 2007 tổ chức ở Canada.

## Thống kê sự nghiệp câu lạc bộ
Cập nhật đến ngày 23 tháng 2 năm 2018.
| Thành tích câu lạc bộ | Thành tích câu lạc bộ | Thành tích câu lạc bộ | Giải vô địch | Giải vô địch | Cúp                   | Cúp                   | Cúp Liên đoàn | Cúp Liên đoàn | Châu lục | Châu lục  | Khác    | Khác      | Tổng cộng | Tổng cộng |
| Mùa giải              | Câu lạc bộ            | Giải vô địch          | Số trận      | Bàn thắng    | Số trận               | Bàn thắng             | Số trận       | Bàn thắng     | Số trận  | Bàn thắng | Số trận | Bàn thắng | Số trận   | Bàn thắng |
| Nhật Bản              | Nhật Bản              | Nhật Bản              | Giải vô địch | Giải vô địch | Cúp Hoàng đế Nhật Bản | Cúp Hoàng đế Nhật Bản | J. League Cup | J. League Cup | Châu Á   | Châu Á    | Khác1   | Khác1     | Tổng cộng | Tổng cộng |
| --------------------- | --------------------- | --------------------- | ------------ | ------------ | --------------------- | --------------------- | ------------- | ------------- | -------- | --------- | ------- | --------- | --------- | --------- |
| 2006                  | Kashiwa Reysol        | J2 League             | 0            | 0            | 0                     | 0                     | -             | -             | -        | -         | -       | -         | 0         | 0         |
| 2007                  | Kashiwa Reysol        | J1 League             | 0            | 0            | 0                     | 0                     | 0             | 0             | -        | -         | -       | -         | 0         | 0         |
| 2008                  | Kashiwa Reysol        | J1 League             | 0            | 0            | 0                     | 0                     | 0             | 0             | -        | -         | -       | -         | 0         | 0         |
| 2009                  | Kashiwa Reysol        | J1 League             | 0            | 0            | 0                     | 0                     | 0             | 0             | -        | -         | -       | -         | 0         | 0         |
| 2010                  | Kashiwa Reysol        | J2 League             | 2            | 0            | 0                     | 0                     | -             | -             | -        | -         | -       | -         | 2         | 0         |
| 2011                  | Kashiwa Reysol        | J1 League             | 8            | 0            | 0                     | 0                     | 0             | 0             | -        | -         | 0       | 0         | 8         | 0         |
| 2012                  | Kashiwa Reysol        | J1 League             | 0            | 0            | 0                     | 0                     | 0             | 0             | 0        | 0         | 0       | 0         | 0         | 0         |
| 2013                  | Kashiwa Reysol        | J1 League             | 0            | 0            | 0                     | 0                     | 0             | 0             | 0        | 0         | -       | -         | 0         | 0         |
| 2014                  | Kashiwa Reysol        | J1 League             | 11           | 0            | 0                     | 0                     | 2             | 0             | -        | -         | 0       | 0         | 13        | 0         |
| 2015                  | Kashiwa Reysol        | J1 League             | 5            | 0            | 0                     | 0                     | 1             | 0             | 0        | 0         | -       | -         | 6         | 0         |
| 2016                  | Kashiwa Reysol        | J1 League             | 6            | 0            | 0                     | 0                     | 5             | 0             | –        | –         | –       | –         | 11        | 0         |
| 2017                  | Kashiwa Reysol        | J1 League             | 0            | 0            | 1                     | 0                     | 6             | 0             | –        | –         | –       | –         | 7         | 0         |
| Tổng                  | Tổng                  | Tổng                  | 32           | 0            | 1                     | 0                     | 14            | 0             | 0        | 0         | 0       | 0         | 47        | 0         |

1Bao gồm Siêu cúp Nhật Bản, Giải bóng đá vô địch Suruga Bank và Giải bóng đá Cúp câu lạc bộ thế giới.